# The Danish Girl
The Danish Girl è un film del 2015 diretto da Tom Hooper.
Il film è l'adattamento del romanzo La danese (The Danish Girl), scritto nel 2000 da David Ebershoff e liberamente ispirato alle vite delle due pittrici danesi Lili Elbe e Gerda Wegener.
Il film ha come protagonista Eddie Redmayne nei panni di Lili Elbe, la seconda persona a essere identificata come transessuale e a essersi sottoposta a un intervento chirurgico di riassegnazione sessuale, e Alicia Vikander nei panni di Gerda Wegener; fanno inoltre parte del cast Matthias Schoenaerts, Ben Whishaw, Amber Heard e Sebastian Koch.

## Trama
Copenaghen, anni '20. la ritrattista Gerda Wegener è sposata con il pittore paesaggista Einar Wegener; la coppia vive con alcune tensioni, dovute alla disparità tra la notevole fama di lui e quella meno significativa di lei, oltre al fatto di non riuscire a concepire un bambino nonostante numerosi tentativi. Ciononostante entrambi si amano e si sostengono a vicenda.
Un giorno Gerda chiede a Einar di posare per lei al posto di una modella, la ballerina Ulla, impegnata nelle prove di uno spettacolo; quasi per gioco assume l'identità di Lili Elbe, il suo alter ego femminile. Successivamente Gerda gli chiede di accompagnarla a una festa per artisti indetta proprio da Ulla nei panni di Lili; gli sposi studiano quindi il travestimento adatto per Einar, che arriva alla festa completamente vestito, truccato e con una parrucca da donna. Inizialmente Einar è molto imbarazzato dalla sua nuova identità; alla festa però conosce Henrik, un pittore omosessuale che, pur sapendo chi lui sia in realtà, finge di essere attratto da Lili per sedurla.
Gradualmente Einar comincia a prendere coscienza del fatto di essersi sempre riconosciuto nel sesso opposto, nonostante abbia sempre tentato di nasconderlo a sé stesso e alla società; comincia perciò ad abbandonare sempre più spesso i panni e il genere precedenti per essere finalmente sé stessa. Ciò ha ovviamente ripercussioni sul matrimonio con Gerda, che comincia a percepire la persona che riteneva ancora suo marito molto distante da sé; tuttavia decide di non abbandonarla, anzi comincia a dipingere dei ritratti in cui Lili è la modella. Questa, combattuta tra la sua vera identità e le implicazioni morali che ciò comporta, consulta un medico che la sottopone a un doloroso intervento di castrazione chimica; ciò non fa che incrementare il suo desiderio di essere Lili a tutti gli effetti.
Intanto i ritratti di Lili fatti da Gerda hanno successo, tanto che le due decidono di trasferirsi a Parigi. Gerda nutre la speranza che la nuova vita parigina possa in qualche modo ridarle il marito, ma accade il contrario: Lili diventa sempre più insofferente alla costrizione maschile. In un estremo tentativo di aiutarla, Gerda ricontatta Hans, un impresario d'arte di cui in passato Lili, nei panni di Einar, era stata innamorata.
Lili si accorge però di non essere ricambiata; Gerda, dal canto suo, rimane sedotta da Hans, ma è fermamente decisa a non abbandonare quello che lei ritiene ancora suo marito.
Man mano che il desiderio di Lili si fa sempre più forte, la coppia decide di consultare alcuni psicologi, ma nessuno sembra considerare questa realtà più che una perversione, ritenendo in taluni casi Lili una persona schizofrenica. La loro ultima speranza risiede nel dottor Warnekros, che da tempo studia per rendere possibile l'intervento chirurgico di riassegnazione sessuale: quando spiega a Lili di cosa si tratta, lei decide in tutta consapevolezza di accettare questo tipo di intervento chirurgico mai praticato precedentemente, nonostante si tratti di una serie di operazioni del tutto sperimentali e quindi potenzialmente molto pericolose.
Essa si sottopone come prima cosa a un intervento di orchiectomia, che sembra andar bene; per un breve periodo Lili e Gerda convivono come fossero amiche sotto lo stesso tetto, anche se Gerda non riesce ancora ad accettare questo cambiamento. Lili dal canto suo cerca di ricostruirsi una vita completamente diversa da quella che aveva precedentemente, rinunciando per sempre alla pittura, lavorando come commessa in una profumeria e desiderando una normale relazione sentimentale con un uomo.
Tuttavia, il suo desiderio di terminare tutto in fretta la porta a sottoporsi a una vaginoplastica con un trapianto di ovaie che si rivelerà del tutto fallimentare: la donna muore il giorno dopo il secondo intervento, tra le braccia di Gerda. Questa, insieme ad Hans, ricerca i paesaggi che Lili amò dipingere nella sua precedente condizione di artista; mentre visitano un fiordo a lei particolarmente caro, una sciarpa che Lili aveva donato a Gerda vola in aria, e lei la lascia andare, finalmente libera.

## Produzione
Nel settembre 2009 il regista Tomas Alfredson rivelò a Variety di stare lavorando a un adattamento del romanzo The Danish Girl di David Ebershoff, affermando che "Siamo stati in contatto per quasi un anno, e ora entreremo presto in produzione". Nel dicembre 2009 fu riportato che Alfredson aveva lasciato la regia del film per concentrarsi su La talpa. Alfredson disse di voler comunque lavorare al film e che c'era una possibilità che tornasse a lavorare al progetto in futuro. Il 12 gennaio 2010 Lasse Hallström venne scelto per sostituire Alfredson alla regia.
Nicole Kidman venne scelta per interpretare Lili Elbe nel novembre 2009; Charlize Theron era stata inizialmente scelta per interpretare Gerda Wegener, ma venne in seguito sostituita da Gwyneth Paltrow. In seguito anche Paltrow lasciò il progetto a causa di alcuni cambiamenti nelle location. Marion Cotillard venne riportata come possibile candidata per il ruolo di Gerda. Nel febbraio 2011 Screen Daily riportò che le riprese del film sarebbero cominciate a luglio di quell'anno e che Rachel Weisz avrebbe interpretato Gerda Wegener. Tuttavia a maggio 2011 sia Weisz sia Hallström lasciarono il progetto. Il 28 aprile 2014 venne annunciato che Tom Hooper avrebbe diretto il film, e che Eddie Redmayne avrebbe interpretato il ruolo principale di Einar/Lili. Il 19 giugno 2014 entrò nel cast Alicia Vikander, e l'8 gennaio 2015 si aggiunse anche Matthias Schoenaerts.

### Riprese
Le riprese del film si sono tenute nella primavera 2015 a Copenaghen.

## Promozione
Nel febbraio 2015 venne pubblicata la prima foto di Redmayne nei panni di Lili Elbe. A inizio settembre 2015 è stato pubblicato il primo trailer del film, in vista della presentazione a Venezia.

## Distribuzione
Il film è stato presentato in concorso alla 72ª Mostra internazionale d'arte cinematografica di Venezia il 5 settembre 2015,, e in seguito è stato proiettato al Toronto International Film Festival 2015. Il film è stato distribuito nelle sale statunitensi il 27 novembre 2015 in un numero limitato di copie. L'uscita italiana del film è avvenuta il 18 febbraio 2016, e la pellicola ha incassato in Italia oltre 4.000.000 di euro.

### Divieti
Il film negli Stati Uniti ottiene il Rating R (vietato ai minori di 17 anni non accompagnati) per nudità completa e scene con tematiche sessuali.

## Riconoscimenti
- 2016 - Premio Oscar
  - Miglior attrice non protagonista a Alicia Vikander
  - Candidatura per il Miglior attore protagonista a Eddie Redmayne
  - Candidatura per la Migliore scenografia a Eve Stewart
  - Candidatura per i Migliori costumi a Paco Delgado
- 2016 - Golden Globe
  - Candidatura per il Miglior attore in un film drammatico a Eddie Redmayne
  - Candidatura per la Miglior attrice in un film drammatico a Alicia Vikander
  - Candidatura per la Miglior colonna sonora a Alexandre Desplat
- 2016 - British Academy Film Awards
  - Candidatura per il Miglior film britannico
  - Candidatura per il Miglior attore protagonista a Eddie Redmayne
  - Candidatura per la Miglior attrice protagonista a Alicia Vikander
  - Candidatura per i Migliori costumi a Paco Delgado
  - Candidatura per il Miglior trucco e acconciatura a Jan Sewell
- 2016 - Screen Actors Guild Award
  - Miglior attrice non protagonista a Alicia Vikander
  - Candidatura per il Miglior attore a Eddie Redmayne
- 2016 - Critics' Choice Movie Awards
  - Miglior attrice non protagonista a Alicia Vikander
  - Candidatura per il Miglior attore protagonista a Eddie Redmayne
  - Candidatura per la Miglior scenografia a Eve Stewart
  - Candidatura per i Migliori costumi a Paco Delgado
  - Candidatura per il Miglior trucco
- 2016 - Satellite Award
  - Miglior attrice non protagonista a Alicia Vikander
  - Candidatura per il Miglior regista a Tom Hooper
  - Candidatura per il Miglior attore protagonista a Eddie Redmayne
  - Candidatura per la Miglior sceneggiatura non originale a Lucinda Coxon
  - Candidatura per la Miglior colonna sonora a Alexandre Desplat
  - Candidatura per la Miglior scenografia a Eve Stewart
  - Candidatura per i Migliori costumi a Paco Delgado
- 2015 - Mostra internazionale d'arte cinematografica di Venezia
  - Candidatura al Leone d'oro
  - Candidatura al Green Drop Award
  - Queer Lion al miglior film con tematiche omosessuali & Queer Culture
  - Premio LeonedaMare
- 2015 - Hollywood Film Awards[23]
  - Miglior regista a Tom Hooper
  - Miglior attrice rivelazione a Alicia Vikander
  - Miglior compositore a Alexandre Desplat
- 2015 - British Independent Film Awards
  - Candidatura come Miglior attrice a Alicia Vikander
- 2015 - Capri, Hollywood International Film Festival 
  - Capri Humanitarian Award al miglior film Europeo
- 2015 - African-American Film Critics Association[24]
  - Migliori dieci film